# Arichanna tetrica
Arichanna tetrica är en fjärilsart som beskrevs av Butler 1897. Arichanna tetrica ingår i släktet Arichanna och familjen mätare. Inga underarter finns listade i Catalogue of Life.